# Hideki Hamaguchi
Hideki Hamaguchi (浜口秀樹?, Hamaguchi Hideki; 4 gennaio 1956) è un ex cestista giapponese.

## Carriera
Con il Giappone ha partecipato ai Giochi olimpici di Montréal 1976, segnando 3 punti in 4 partite.